# HD139609
HD139609 — хімічно пекулярна зоря спектрального класу B9, що має видиму зоряну величину в смузі V приблизно  7,4.
Вона  розташована на відстані близько 931,9 світлових років від Сонця.

## Пекулярний хімічний склад
Зоряна атмосфера HD139609 має підвищений вміст 
Hg
.